# Women's Library
La Women's Library (Biblioteca de mujeres) es el principal recurso de biblioteca y museo de Inglaterra sobre las mujeres y el movimiento feminista, concentrándose en la Gran Bretaña de los siglos XIX y XX. 
Tiene una historia institucional como colección coherente que se remonta a mediados de la década de 1920, aunque su colección "núcleo" data de una biblioteca establecida por Ruth Cavendish Bentinck en 1909. Desde 2013, la biblioteca está bajo la custodia de la London School of Economía y Ciencias Políticas (LSE), que gestiona la colección como parte de la Biblioteca Británica de Ciencias Políticas y Económicas en un área dedicada conocida como Women's Library.

## Colecciones
Las colecciones impresas de la Women's Library  contienen más de 60 000 libros y folletos, más de 3500 títulos de publicaciones periódicas (revistas y diarios) y más de 500 fanzines. Además de los trabajos académicos sobre la historia de las mujeres, posee biografías, obras populares, publicaciones gubernamentales y algunas obras literarias. También alberga colecciones extensas de recortes de prensa.
La colección del museo de la biblioteca contiene más de 5000 objetos, incluidos más de 100 pancartas de campaña modernas y sufragistas, fotografías, carteles, insignias, textiles y cerámicas. Tiene más de 500 archivos personales y organizativos, que varían en tamaño desde uno hasta varios cientos de cajas. 
En febrero de 2007, las colecciones de la Biblioteca de Mujeres fueron designadas por el Consejo de Museos, Bibliotecas y Archivos por su «destacada importancia nacional e internacional»" (el Plan de Designación ahora está supervisado por el Consejo de las Artes). En 2011, elementos de los archivos del sufragio femenino conservados en la Biblioteca de Mujeres se inscribieron en el Registro de la Memoria del Mundo de la UNESCO en el Reino Unido como «Patrimonio documental del movimiento por el sufragio femenino en Gran Bretaña, 1865-1928».

## Historia

### Sociedad de Londres para el sufragio femenino / Sociedad Fawcett
La Women's Library tiene sus raíces en la London Society for Women's Suffrage, un grupo establecido en 1867 para hacer campaña por el derecho al voto. La colección "principal"  fue la biblioteca Cavendish-Bentinck que fue fundada en 1909 por Ruth Cavendish Bentinck. La colección fue organizada por la primera bibliotecaria, Vera Douie, que fue nombrada el 1 de enero de 1926. En este momento, y durante muchos años después, se llamó Women's Service Library, de acuerdo con el nombre de la sociedad que desde el estallido de la Primera Guerra Mundial se había llamado London Society for Women´s service. Douie permaneció en el cargo durante 41 años, tiempo durante el cual tomó una biblioteca de sociedad pequeña pero interesante y la convirtió en un recurso importante con reputación internacional.
Originalmente estaba ubicado en un pub reconvertido en Marsham Street, Westminster, que en la década de 1930 se convirtió en Women's Service House, un importante centro para mujeres a poca distancia del Parlamento. Los miembros de la sociedad y la biblioteca incluían escritores como Vera Brittain y Virginia Woolf, así como políticas, sobre todo Eleanor Rathbone. Woolf escribió sobre la Biblioteca a Ethel Smyth: «Creo que es casi el único depósito satisfactorio para las guineas [dinero] perdidas».
Durante la Segunda Guerra Mundial sufrió daños por bombas y la biblioteca no tuvo un hogar permanente hasta 1957, cuando se trasladó a Wilfred Street, cerca de la estación de tren de Victoria. Para entonces, la sociedad y la biblioteca habían cambiado sus nombres a Fawcett Society y Fawcett Library, en conmemoración de la líder sufragista no militante Millicent Garrett Fawcett, y de su hija, Philippa Fawcett, una influyente pedagoga y partidaria financiera de la sociedad.

### City of London Polytechnic / London Guildhall University / London Metropolitan University
En la década de 1970, la Sociedad Fawcett encontró cada vez más difícil mantener la biblioteca. En 1977 pasó a manos de la City of London Polytechnic, que en 1992 se convirtió en London Guildhall University . Posteriormente, la biblioteca pasó casi 25 años en un sótano estrecho cada vez más propenso a inundaciones, al tiempo que aumentó considerablemente su stock, su base de usuarios y sus contactos con otros recursos similares tanto a nivel nacional como internacional.
Se hizo cada vez más evidente que estas instalaciones no eran adecuadas para almacenar la colección, y se lanzó un proyecto para mejorar el alojamiento del material y aumentar el acceso a la biblioteca por parte del público en general. En 1998, el Heritage Lottery Fund otorgó una subvención de  4.2 millones de libras a la Universidad para un nuevo edificio de biblioteca. El sitio elegido, en Old Castle Street, Aldgate , en el East End de Londres, solía ser un lavadero , un lugar de trabajo de mujeres, y los arquitectos mantuvieron su fachada . Cambiando su nombre de "Biblioteca Fawcett" a "Biblioteca de Mujeres", la nueva institución se abrió al público en febrero de 2002. Su nueva casa construida expresamente por Wright & Wright Architects , que abarca una sala de lectura con estantes abiertos, una sala de exposiciones, varios espacios educativos y almacenamiento de colecciones especializadas, recibió un premio del Royal Institute of British Architects .En agosto del mismo año, la London Guildhall University se fusionó con la University of North London para convertirse en Universidad Metropolitana de Londres (LMU) .
Bajo los auspicios de LMU, la Biblioteca de Mujeres acogió un programa cambiante de exposiciones en su espacio de museo; los temas incluyeron el sufragio femenino, las reinas de belleza, el trabajo de oficina, la política de los años ochenta, la liberación de la mujer, el trabajo de la mujer y la artesanía doméstica de la mujer. Su programa de exhibición y educación sobre la prostitución fue incluido en la lista del Premio Gulbenkian 2007 .Realizó charlas públicas, proyectó películas, organizó grupos de lectura y cursos cortos, ofreció visitas guiadas y trabajó con escuelas y grupos comunitarios.